# Ministry of Defence (Ruanda)
Das Ministry of Defence (Kinyarwanda Minisiteri y'Ingabo, französisch Ministère de la Défense) ist das Verteidigungsministerium der Republik Ruanda. Es hat seinen Hauptsitz im Sektor Kimihurura in Kigali. Amtierender Verteidigungsminister (Minister of Defence) ist seit Juni 2023 Juvenal Marizamunda und Ständiger Sekretär Celestin Kanyamahanga.

## Aufgaben
Das Ministerium ist für die Entwicklung der nationalen Verteidigungspolitik unter Einhaltung von nationalem und internationalem Recht zuständig. Es hat zudem die zivile Aufsicht über die Streitkräfte Ruandas (Rwanda Defence Force, kurz RDF) inne und unterstützt mittels Verteidigungsdiplomatie regionale und internationale Partner.

## Liste der Minister
- 1962 – 1965: Calliope Mulindahabi[1]
- 1965 – 1991: Juvénal Habyarimana[1]
- 1991 – 1992: Augustin Ndindiliyimana[1]
- 1992 – 1993: James Gasana[1]
- 1993 – 1994: Augustin Bizimana[1]
- 1994 – 2000: Paul Kagame[1]
- 2000 – 2002: Emmanuel Habyarimana[1]
- 2002 – 2010: Marcel Gatsinzi[1]
- 2010 – 10/2018: James Kabarebe[1]
- 10/2018 – 06/2023: Albert Murasira[2][3]
- ab 06/2023: Juvenal Marizamunda[3]